# Belgique aux Jeux olympiques d'hiver de 1994
La Belgique a participé aux Jeux olympiques d'hiver de 1994 à Lillehammer, en Norvège, en envoyant 5 athlètes dans 2 sports : le ski alpin et le patinage de vitesse. Elle ne remporte aucune médaille.

## Résultats

### Ski alpin

#### Femmes
| Athlète            | Épreuve  | Finale        | Finale        | Finale     | Finale        | Finale  |         |
| Athlète            | Épreuve  | Descente 1    | Descente 2    | Descente 3 | Total         | Rang    |         |
| ------------------ | -------- | ------------- | ------------- | ---------- | ------------- | ------- | ------- |
| Véronique Dugailly | Descente | abandon       | abandon       | abandon    | abandon       | abandon | abandon |
| Véronique Dugailly | Combiné  | 1 min 37 s 22 | 1 min 02 s 97 | 57 s 90    | 3 min 38 s 09 | 23      |         |

### Patinage de vitesse courte piste

#### Hommes
| Athlète         | Épreuve      | Chauffe | Chauffe            | Quarts de finale   | Quarts de finale   | Demi-finales       | Demi-finales       | Final              | Final |
| Athlète         | Épreuve      | Temps   | Rang               | Temps              | Rang               | Temps              | Rang               | Le temps           | Rang  |
| --------------- | ------------ | ------- | ------------------ | ------------------ | ------------------ | ------------------ | ------------------ | ------------------ | ----- |
| Geert Blanchart | 1 000 mètres | DQ      | Tour de classement | Tour de classement | Tour de classement | Tour de classement | Tour de classement | Tour de classement | 31    |
| Stephan Huygen  | 500 mètres   | 45 s 04 | 4e                 | Tour de classement | Tour de classement | Tour de classement | Tour de classement | Tour de classement | 26    |

#### Femmes
| Athlète       | Épreuve      | Chauffe       | Chauffe            | Quarts de finale   | Quarts de finale   | Demi-finales       | Demi-finales       | Final              | Final |
| Athlète       | Épreuve      | Temps         | Rang               | Temps              | Rang               | Temps              | Rang               | Le temps           | Rang  |
| ------------- | ------------ | ------------- | ------------------ | ------------------ | ------------------ | ------------------ | ------------------ | ------------------ | ----- |
| Bea Pintens   | 500 mètres   | 49 s 59       | 4e                 | Tour de classement | Tour de classement | Tour de classement | Tour de classement | Tour de classement | 27    |
| Bea Pintens   | 1 000 mètres | 1 min 43 s 16 | 3e                 | Tour de classement | Tour de classement | Tour de classement | Tour de classement | Tour de classement | 19    |
| Sofie Pintens | 500 mètres   | DQ            | Tour de classement | Tour de classement | Tour de classement | Tour de classement | Tour de classement | Tour de classement | 30    |
| Sofie Pintens | 1 000 mètres | 1 min 41 s 12 | 3e                 | Tour de classement | Tour de classement | Tour de classement | Tour de classement | Tour de classement | 17    |